# 錢爾登
钱尔登（1607年—1648年），字叔嘉，号蓉峰，又号涤翁。江南无锡县人。明末诗人、政治人物。

## 生平
崇禎六年（1633年）癸酉科舉應天府鄉試，崇祯十六年（1643年）登癸未科二甲三十名进士，工部觀政，十七年授浙江长兴县知县。弘光元年（1645年），清军攻陷南京，大举南下。钱尔登去官里居。

## 家族
曾祖钱瑾，庠生。祖父钱中选，庠生。父钱起凤，庠生；爾登为三子。

## 著作
工诗，有《蓉峰存笥稿》。
- 《雪后》[2]

高阁浩以洁，此心应自知。
林花妆缟袂，鸟语噤冰枝。
拨火灰宁死，愁风鬓欲丝。
乾坤多缺陷，压覆正堪悲。